# Obediëntie (vrijmetselarij)

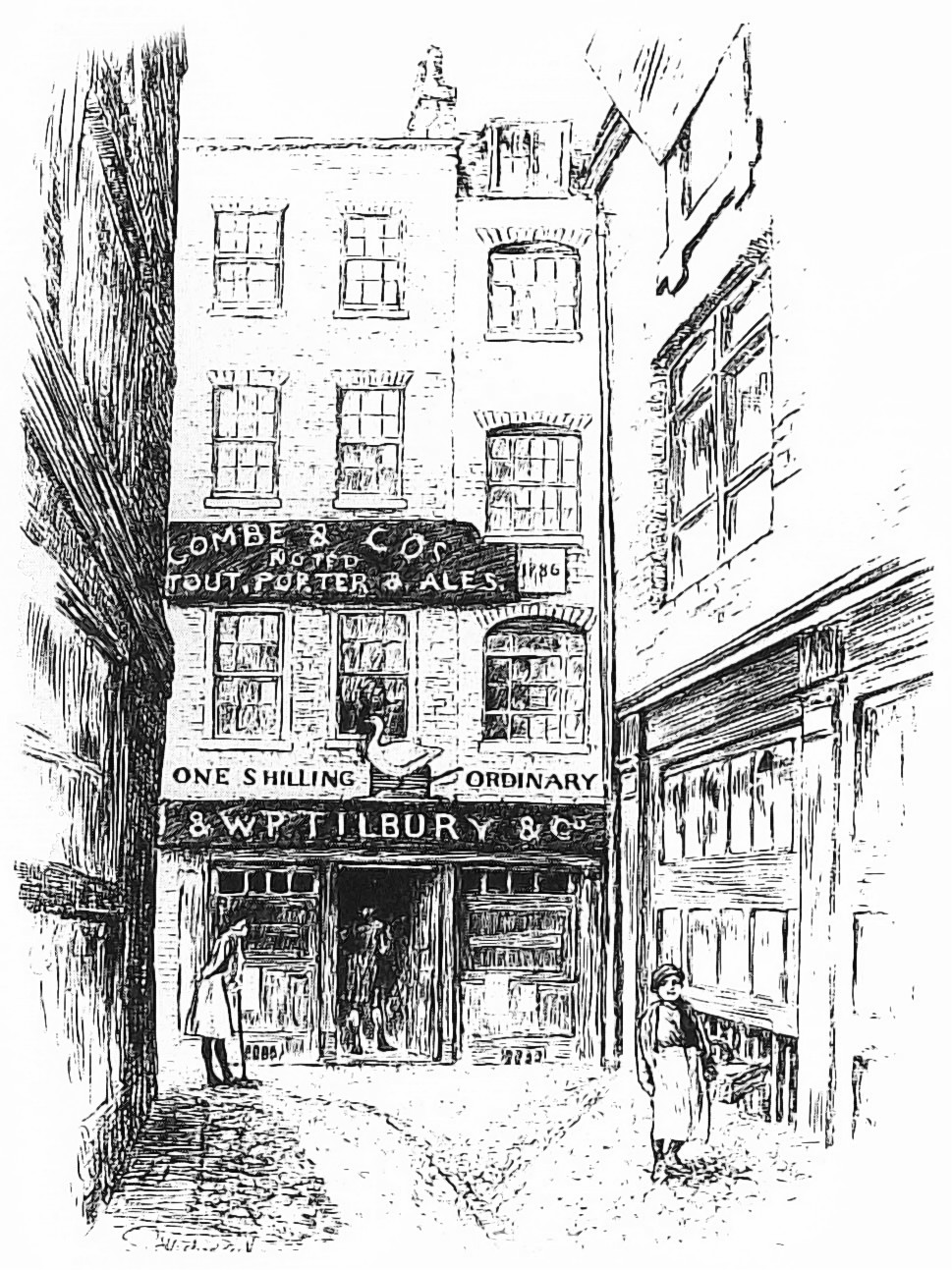
De "Goose and Gridiron" in Londen - Hier kwam de eerste Grootloge bijeen.

Een obediëntie (van "oboedire", Latijn voor gehoorzamen) is in de vrijmetselarij een koepel van afzonderlijke vrijmetselaarsloges. Dit begrip wordt gebruikt omdat de Orde van Vrijmetselaren in meerdere takken uiteen is gevallen en dus meerdere grootmeesters kent. In het orderecht van ridderordes wordt ook gebruikgemaakt van het begrip obediëntie. 

## Wezen
Een vrijmetselaarsloge bestaat nooit op zichzelf of in volle onafhankelijkheid. Dergelijke wilde loges worden niet erkend door andere vrijmetselaars. Loges moeten zich verenigen in een groter geheel van minstens drie loges om erkend te kunnen worden, of aansluiten bij een reeds bestaande obediëntie. 
Dergelijke koepels kunnen zeer klein zijn met slechts enkele loges, of gigantisch groot, bestaande uit duizenden loges. Vrijmetselaars die behoren tot loges van dezelfde obediëntie mogen vrijelijk elkaars logevergaderingen bezoeken. In principe mag een vrijmetselaar niet de vergaderingen bezoeken van een loge die tot een andere obediëntie behoort, tenzij er een vriendschapsverdrag bestaat tussen beide obediënties. Dergelijke vriendschapsverdragen bestaan veelvuldig, maar zijn niet universeel. De discussie omtrent regulariteit en irregulariteit die woedt binnen de vrijmetselarij heeft juist alles te maken met de bilaterale erkenning van obediënties onderling door middel van een vriendschapsverdrag.
Obediënties zijn soevereine organismen, die zelf niet ondergeschikt zijn aan andere - federale noch confederale - organismen of koepelorganisaties Binnen de zichzelf regulier noemende vrijmetselarij bestaan uitsluitend bilaterale vriendschapsverdragen tussen slechts één nationale, soevereine, obediëntie per staat of deelstaat van een land. Binnen de zichzelf liberale of adogmatische noemende vrijmetselarij bestaan er naast dergelijke bilaterale vriendschapsverdragen ook multilaterale vriendschapsverdragen, waar meerdere obediënties samen elkaar erkennen. Formeel is er aldus geen Internationale van de vrijmetselarij. Maar materieel bestaat dit echter wel en zijn er een veelvoud van internationale samenwerkingsverbanden van obediënties.
Een obediëntie kent verder een structuur die is aangepast aan zijn grootte. Zo kan een grootloge zijn opgedeeld in meerdere provinciale grootloges of district grootloges voor afgescheiden gebiedsdelen. Want alhoewel obediënties in regel volgens staatkundige grenzen geconcipieerd zijn, kan het toch voorkomen dat landen met een belangrijk koloniaal verleden enkele tot zeer vele loges hebben die buiten de grenzen van het moederland gelegen zijn.
Op de regel dat obediënties meestal volgens nationale grenzen zijn georganiseerd bestaan enkele uitzonderingen. Enkele obediënties zijn internationaal georganiseerd, bijvoorbeeld de van oorsprong Franse Ordre Maçonnique Mixte International Le Droit Humain en het van oorsprong Italiaanse Internationaal Soeverein Sanctuarium - Internationale Coördinatie van de Oude en Primitieve Ritus van Memphis-Misraïm. Maar dergelijke obediënties zijn om meer dan één reden een uitzondering op de regel.
Obediënties beperken zich in regel ofwel tot een werking met de drie symbolische basisgraden, ofwel in een of ander systeem van 'hogere graden'. Een obediëntie die met hogere gradensystemen werkt, wordt meestal Opperraad, korps of met een gelijkaardige naam benoemd.
Ondanks het bestaan van strikte formele scheidingen tussen de verschillende obediënties zijn er de facto natuurlijk vele contacten, en is er een impliciete verstandhouding gegroeid. Zo kan het voorkomen dat verschillende obediënties van loges gebruikmaken van dezelfde tempels, dezelfde ceremoniële voorwerpen, eenzelfde tijdschrift uitgeven, dezelfde privaatrechtelijke verenigingen gebruiken om hun niet-commerciële doelstellingen na te streven of eenzelfde website uitbaten.

## Naamgeving
'Groot' in Grootoosten of Grootloge (De andere benaming voor Obediëntie) heeft betrekking op de grotere structuur, de federatie. Oosten komt uit de symboliek die gebruikt wordt. Het heeft geen geografische betekenis, maar een symbolische betekenis. Vergelijkbaar met de oriëntatie van kerken en tempels. Het altaar van de kerk staat (zeker bij oudere kerken) in het oosten.  Tempels bij de (onder andere) Oude Grieken en Assyriërs zijn gericht op de plaats waar de zon, een ster, ... opkomt, voor het eerst te zien is. Dit concept werd overigens niet altijd gevolgd.
De term 'Grootloge' of 'Grootoosten' kan ook gebruikt worden voor de jaarvergadering van de obediëntie. In dit geval zullen daar soortgelijke zaken besloten kunnen worden als op de Algemene Vergadering van een vereniging, zoals bestuursopvolging, statutenwijzigingen en dergelijke. 
Binnen de organisatie wordt 'oosten' ook gebruikt om de plaats van vestiging van een vrijmetselaarsloge aan te duiden.

## Organen
Elke obediëntie telt een aantal organen die behept zijn met wetgevende, uitvoerende en rechtsprekende bevoegdheid.

### (Grond)wetgevende organen
Een obediëntie kent steeds een (grond)wetgevend orgaan, bestaande uit een of meerdere onderverdelingen. Dit orgaan is samengesteld uit vertegenwoordigers van alle aangesloten loges die afhankelijk van het gehanteerde systeem afgevaardigd worden volgens een of ander criterium van vertegenwoordiging.
Dit orgaan is het hoogste gezagsorgaan binnen de obediëntie en kan zowel de basisregels (grondwet) als het huishoudelijk reglement (wetten) die de obediëntie beheersen vaststellen en aanpassen. Het is dan ook het best te vergelijken met het profane parlement. Een dergelijk orgaan kan verschillende namen dragen, waaronder Grootoosten en Grootloge.

### Uitvoerende organen
Een obediëntie kent steeds een uitvoerend orgaan, bestaande uit een of meer onderverdelingen. Dikwijls, maar niet steeds bestaat het uit enerzijds een uitgebreid bestuur, behept met het uitzetten van de grote bestuurslijnen en anderzijds een kernbestuur, behept met het uitvoeren hiervan en het stellen van daden van dagelijkse bestuur. Het is dan ook het best te vergelijken met de profane regering en de profane kroonraad of de profane vertegenwoordigers van de gestelde lichamen. Dergelijke organen kunnen verschillende namen dragen, waaronder ... .
Het kernbestuur bestaat meestal uit een vijftien- tot twintigtal personen die volgende functies waarnemen:
- Grootmeester (en adjunct-grootmeester) : voorzitter en ondervoorzitter
- Gewezen grootmeester : oud-voorzitter
- Eerste grootopziener : eerste assistent toegevoegd aan de voorzitter
- Tweede grootopziener : tweede assistent toegevoegd aan de voorzitter
- Grootredenaar (en adjunct-grootredenaar) : woordvoerder en onderwoordvoerder
- Grootsecretaris (en adjunct-grootsecretaris) : secretaris en ondersecretaris
- Grootthesaurier (en adjunct-grootthesaurier) : penningmeester en onderpenningmeester
- Grootaalmoezenier : verantwoordelijke voor gedrag en zeden
- Grootarchivaris-bibliothecaris : archivaris
- Grootkeurmeester : verantwoordelijke voor logistieke aangelegenheden
- Grootkapelmeester : verantwoordelijke voor muzikale aangelegenheden
- Grootceremoniemeester : verantwoordelijke voor ceremoniële aangelegenheden
- Grootdekker (en adjunct-grootdekker) : verantwoordelijke voor orde en tucht

Het uitgebreid bestuur bestaat uit het kernbestuur aangevuld met de achtbare meesters of voorzitters van elke aangesloten loge, of hun vervangers.

### Rechtsprekende organen
Elke obediëntie beschikt over een of meerdere rechtsprekende organen. Dat kan ofwel een bovenvermeld wetgevend of uitvoerend orgaan zijn dat samenkomt als rechtsprekend college, of een afzonderlijke ereraad van gelijken.
Vrijmetselarij · Beginselen · Geschiedenis · Symbolen · Vrijmetselaarsloge · Ordegrondwet · Obediëntie · Regulariteit en irregulariteit · Ritus · Graden · Grootmeester · Gemengde vrijmetselarij · Para-vrijmetselarij · Antivrijmetselarij · Vrijmetselarij in Nederland · Vrijmetselarij in België